# Фейс, Герберт
Герберт Фейс (англ. Herbert Feis; 7 июня 1893, Нью-Йорк США — 2 марта 1972, Уинтер-Парк, штат Флорида) — американский историк, экономист, писатель.
Экономический советник по внешнеэкономическим вопросам Госдепартамента США в администрациях президентов Гувера и Рузвельта.

## Биография
Выпускник Гарвардского университета.
Автор ряда книг по вопросам современной истории, экономики и политики. Лауреат Пулитцеровской премии за книгу по истории 1961 года за «Between War and Peace: The Potsdam Conference» («Между войной и миром: Потсдамская конференция», 1960).
Несколько работ посвятил проблемам Дальнего Востока, считается одним из классиков послевоенной «Перлхарборианы», которой посвятил свой труд «Путь к Перл-Харбору» (1950).
В одной из своих работ по политэкономии писал, что

Империализм есть просто реинкарнация англо-голландской тирании всемирной финансовой системы, основанной на возрожденной системе международных живодерских займов.